# Basílica de la Santa Cruz (Florencia)
La basílica de la Santa Cruz (en italiano: Basilica di Santa Croce) es una destacada basílica gótica italiana levantada en la ciudad de Florencia. Se empezó a construir el 3 de mayo de 1294 sobre las ruinas de una pequeña iglesia erigida hacia 1222 por los franciscanos, en vida de San Francisco de Asís. El maestro de obras (hoy se diría arquitecto) fue Arnolfo di Cambio, quien recibió el encargo de reemplazar la pequeña iglesia anterior por una más grande, que superara a Santa María Novella, iniciada 50 años antes por los dominicos.
Fue consagrada el 6 de enero de 1443, según el calendario florentino; 1444, según el actual. Fue declarada basílica menor el 20 de diciembre de 1933.

## Historia de la basílica

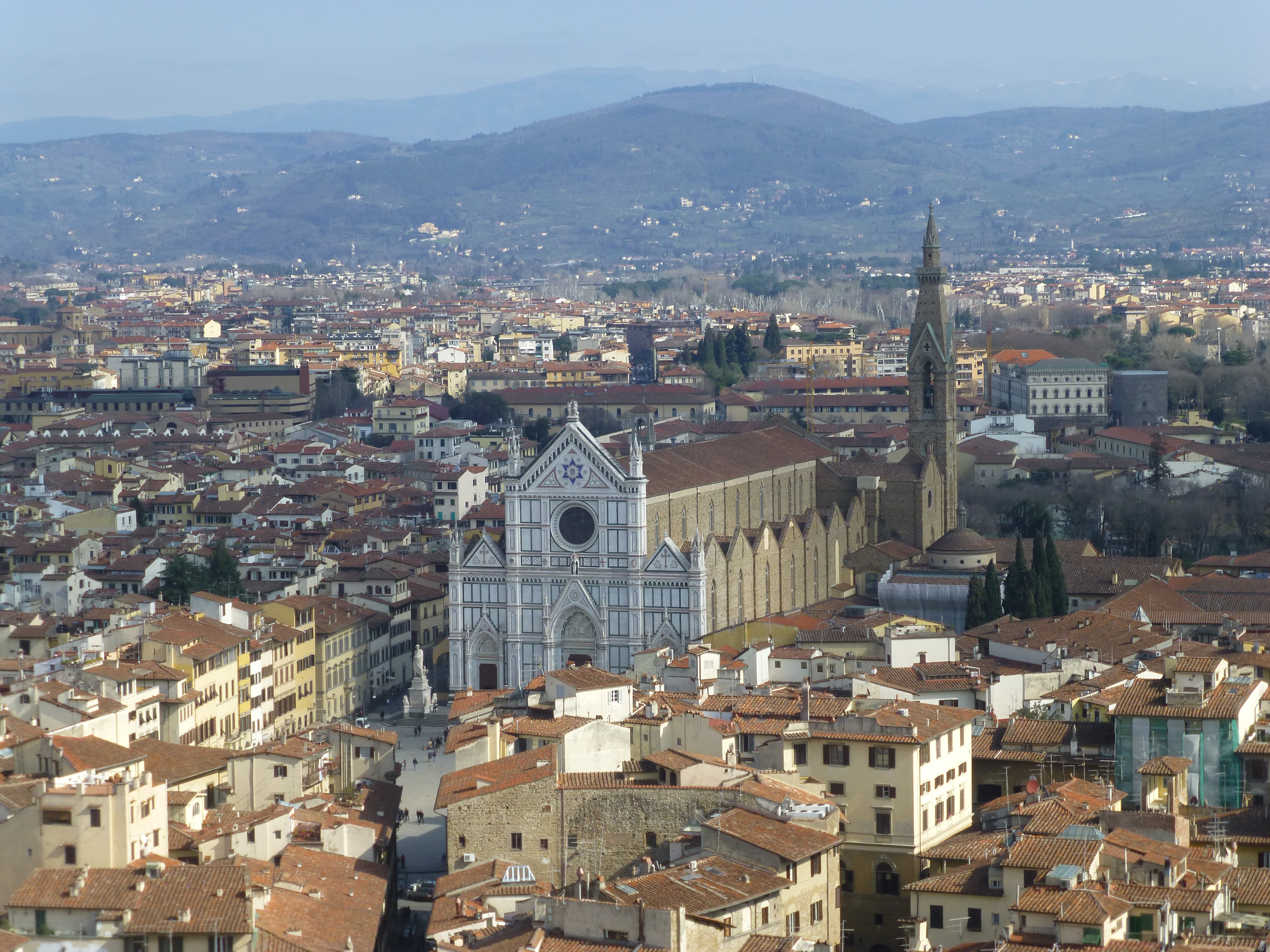
Basílica de Santa Cruz

La edificación de la basílica de Santa Cruz comenzó en 1294, habiendo sido diseñados los planos por Arnolfo di Cambio. Es la iglesia franciscana más grande del mundo. Subvencionada por el pueblo y la República florentina, se construyó sobre la base de una pequeña iglesia, cercana a las murallas de la villa, edificada entre 1222-1252 por los franciscanos, en vida de San Francisco y continuada después de su muerte. Los restos de la antigua iglesia no pudieron ser localizados hasta 1966 cuando, tras las inundaciones que devastaron la ciudad, una parte del pavimento de la actual basílica se hundió.
Desde su origen, la iglesia de Santa Cruz está íntimamente ligada a la historia de Florencia. Durante los siete siglos transcurridos desde su fundación, la basílica fue objeto de remodelaciones y nuevos proyectos de modernización adquiriendo, así, nuevas connotaciones simbólicas: desde su origen primero de iglesia franciscana, a convertirse en sepultura religiosa para las grandes familias y las corporaciones de la Florencia medicea, de laboratorio y taller artístico —humanista a comienzos del Renacimiento— a centro teológico, de panteón de las glorias italianas hasta convertirse en un lugar de referencia en la política de la Italia del Risorgimento, o reunificación italiana, de mediados del siglo XIX.

## Un símbolo del arte florentino
Desde siempre la Iglesia de Santa Cruz ha sido un símbolo prestigioso de la ciudad de Florencia y un lugar de reencuentro para los más grandes artistas, teólogos, religiosos, hombres de letras y políticos. Ha sido asimismo, lugar privilegiado por las poderosas familias que, tanto en la prosperidad como en la adversidad, participaron en la creación de la identidad de la Florencia de finales de la Edad Media y del Renacimiento. Su convento ofreció hospitalidad a personajes de entre los más célebres de la historia de la iglesia: san Buenaventura, san Antonio de Padua, san Bernardino de Siena, san Luis de Anjou, obispo de Toulouse. Sirvió, también, como lugar de retiro y reposo para varios papas: Sixto IV, Eugenio IV, León X, Clemente XIV. Con su arquitectura gótica imponente, sus maravillosos frescos, los retablos del altar, amén de los preciosos vitrales y las numerosas esculturas, esta iglesia representa una de las páginas más importantes de la historia del arte florentino desde el siglo XIII.

### Interior de la basílica

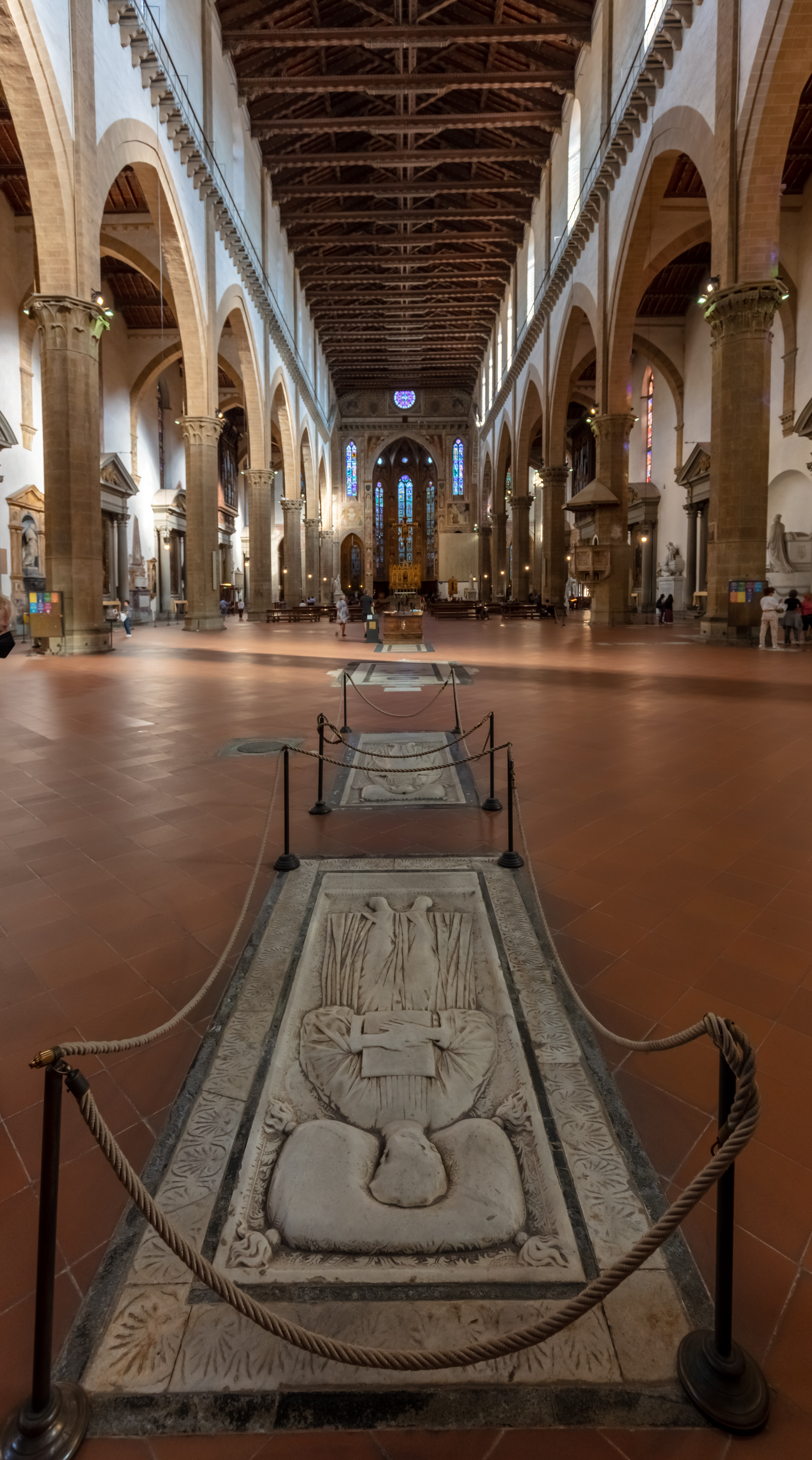
Nave central.

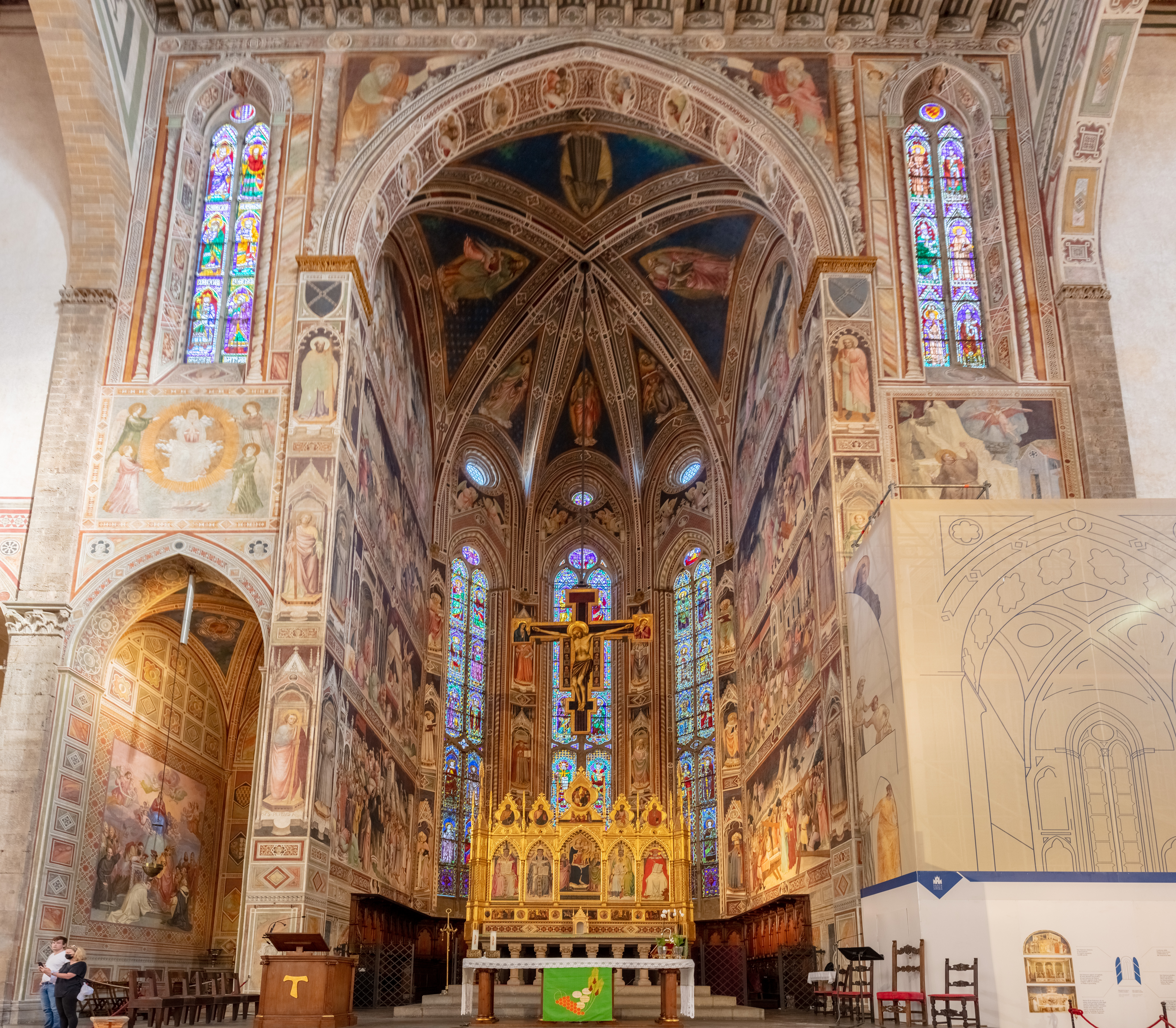
Altar mayor

Su interior impresiona por la sobriedad y claridad de su lenguaje arquitectónico, lo cual es un rasgo característico de Florencia. Su nave central es de una gran anchura, y se comunica con sus naves laterales a través de una sucesión de arcos góticos apuntados. Como la mayor parte de las iglesias de órdenes mendicantes, su techo interior se cubrió con un armazón de madera en vez de una bóveda de piedra. Para financiar las obras, la orden de San Francisco dependía completamente de los aportes de la ciudad y de sus familias adineradas. Estas asumían el costo de su decoración, y a cambio obtenían el derecho de ser enterradas allí.
Se ignora el autor del gran crucifijo ubicado sobre el altar mayor, que seguramente data de la primera mitad del siglo XIV. Las vidrieras datan aproximadamente del año 1380.

#### Capillas Bardi y Peruzzi
Estas capillas son contiguas, y están ubicadas dentro del templo, a la derecha de la capilla o altar mayor.
La basílica de Santa Croce fue lugar de trabajo por muchos años del genio prerenacentista Giotto (1266-1337). Sus pinturas murales que aquí se conservan, están entre las más importantes del siglo XIII. Sólo han llegado hasta hoy los frescos de Giotto de dos de las cuatro capillas que iluminó: La capilla Bardi, con historias de la vida de San Francisco de Asís; y la capilla Peruzzi, con escenas de la vida de San Juan Evangelista y de San Juan Bautista. A inicios del siglo XIX, los frescos se cubrieron con cal. Desde 1852 estas obras fueron saliendo a la luz, aunque muy dañadas; por lo cual fueron repintadas. Los trabajos de restauración realizados entre 1958 y 1961 eliminaron esta sobre pintura y trataron de devolverlas a su estado original, en la medida de lo posible.
La notable presencia de Giotto y de toda su escuela, representa una obra muy completa, y es un testimonio inestimable del arte florentino del siglo XIV.
Se pueden admirar obras de: Cimabue, Giotto, Agnolo Gaddi, Brunelleschi, Donatello, Giorgio Vasari, Lorenzo Ghiberti, Andrea Orcagna, Luca Della Robbia, Giovanni da Milano, Bronzino, Michelozzo, Domenico Veneziano, Maso di Banco, Giuliano da Sangallo, Benedetto da Maiano, Antonio Canova, y muchos más.

## Modificación de la basílica
Las vicisitudes históricas y políticas que han acompañado la vida de Santa Cruz hasta la actualidad, han dejado su huella impresa, ya sea por las intervenciones artísticas y arquitectónicas (por ejemplo las transformaciones radicales efectuadas por Vasari a mediados del siglo XVI; o los lamentables esfuerzos desplegados en el siglo XIX para transformar el complejo de Santa Cruz en un gran mausoleo de la historia italiana), ya sea en los testimonios cuidadosamente conservados en sus archivos en los que se reconstruyen las etapas de la construcción cotidiana, en el transcurso de los siglos, de un gran proyecto, con sus artesanos, sus recursos, sus objetivos y dificultades.
La basílica de la Santa Cruz ha sido definida como el Panteón de las glorias italianas, pues acoge las sepulturas y cenotafios de personajes tan ilustres como: Dante Alighieri (1265-1321), Lorenzo Ghiberti (1378-1455), Nicolás Maquiavelo (1469-1527), Miguel Ángel (1475-1564), Vasari (1511-1574), Galileo Galilei (1564-1642), Gioacchino Rossini (1792-1868),  Guillermo Marconi (1874-1937), Vittorio Alfieri (1749-1803) y Ugo Foscolo (1778-1827).
El atractivo encanto de estos lugares, maravillosa síntesis del arte, la espiritualidad y la historia, es admirado por los millones de personas que lo visitan cada año.

Panteón de las glorias italianas
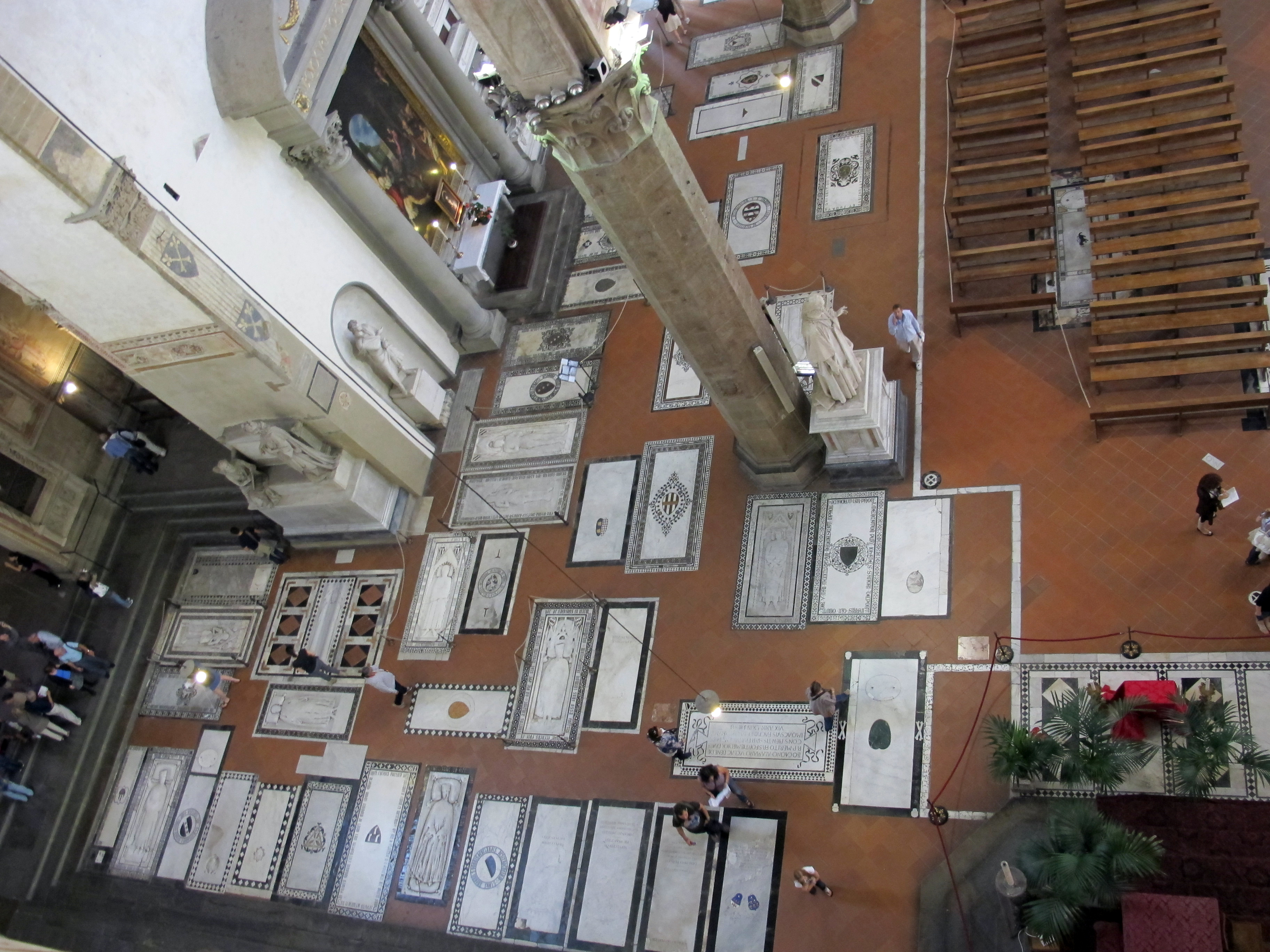
Enterramientos en el suelo.
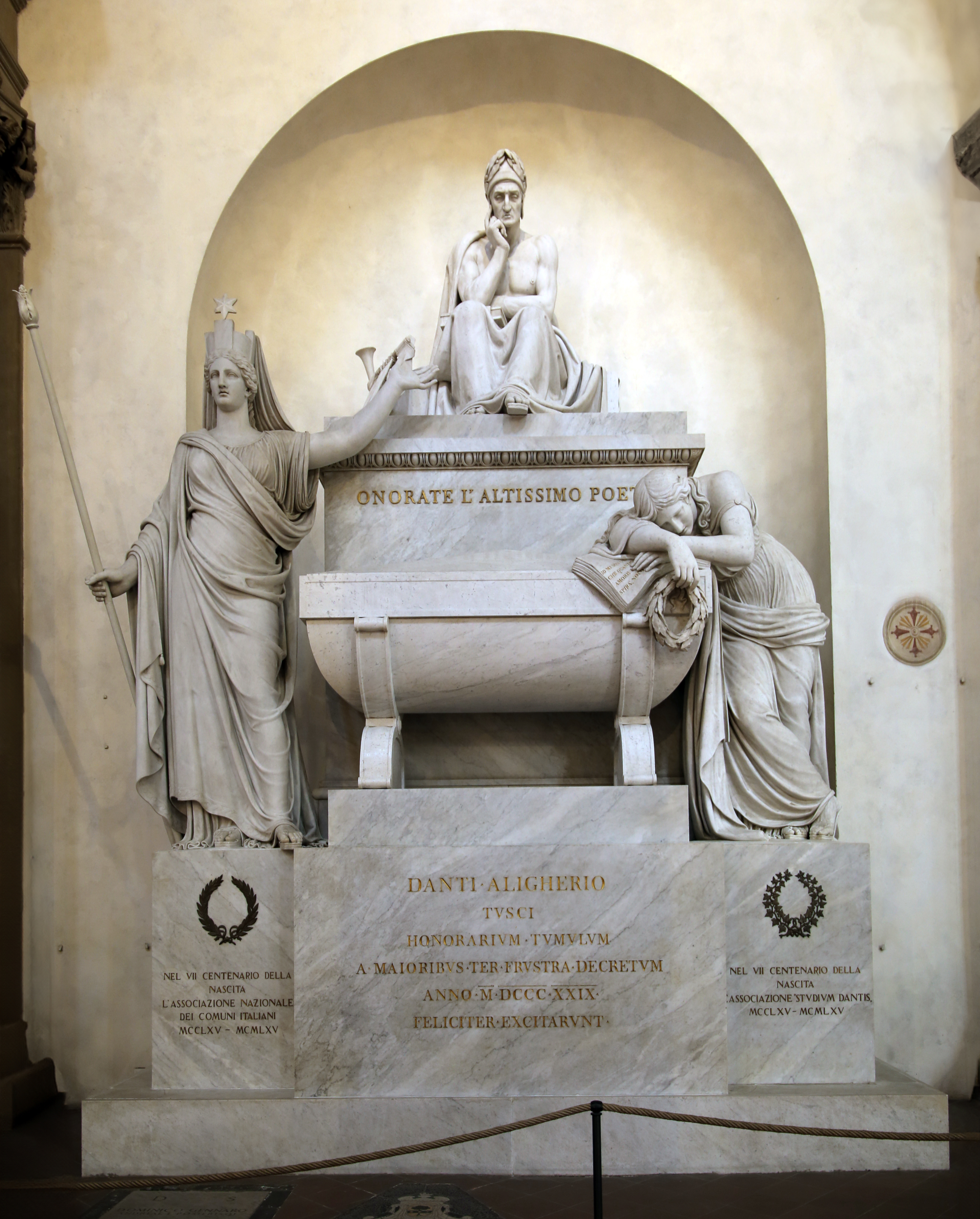
Cenotafio de Dante Alighieri (1265-1321).
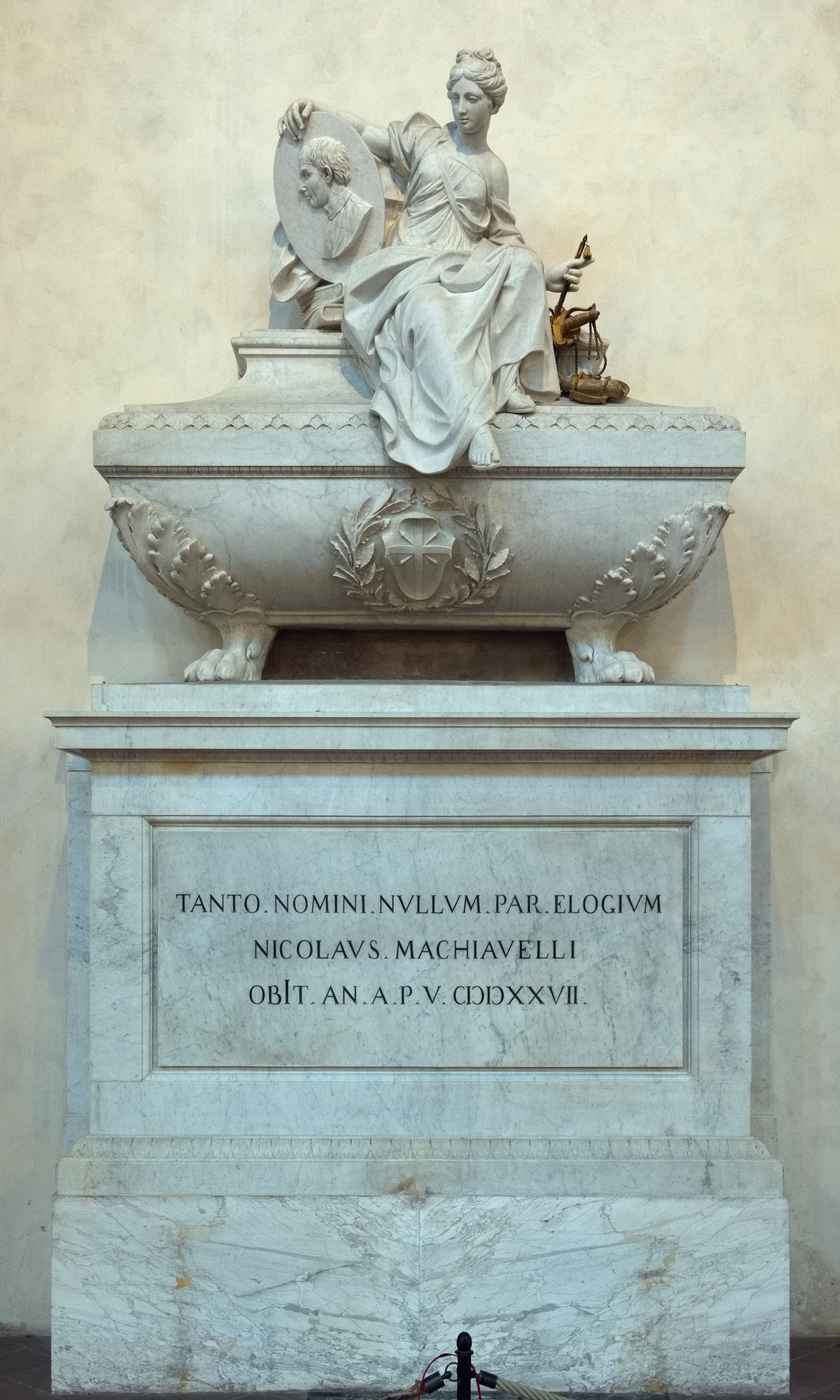
Tumba de Nicolás Maquiavelo (1469-1527).
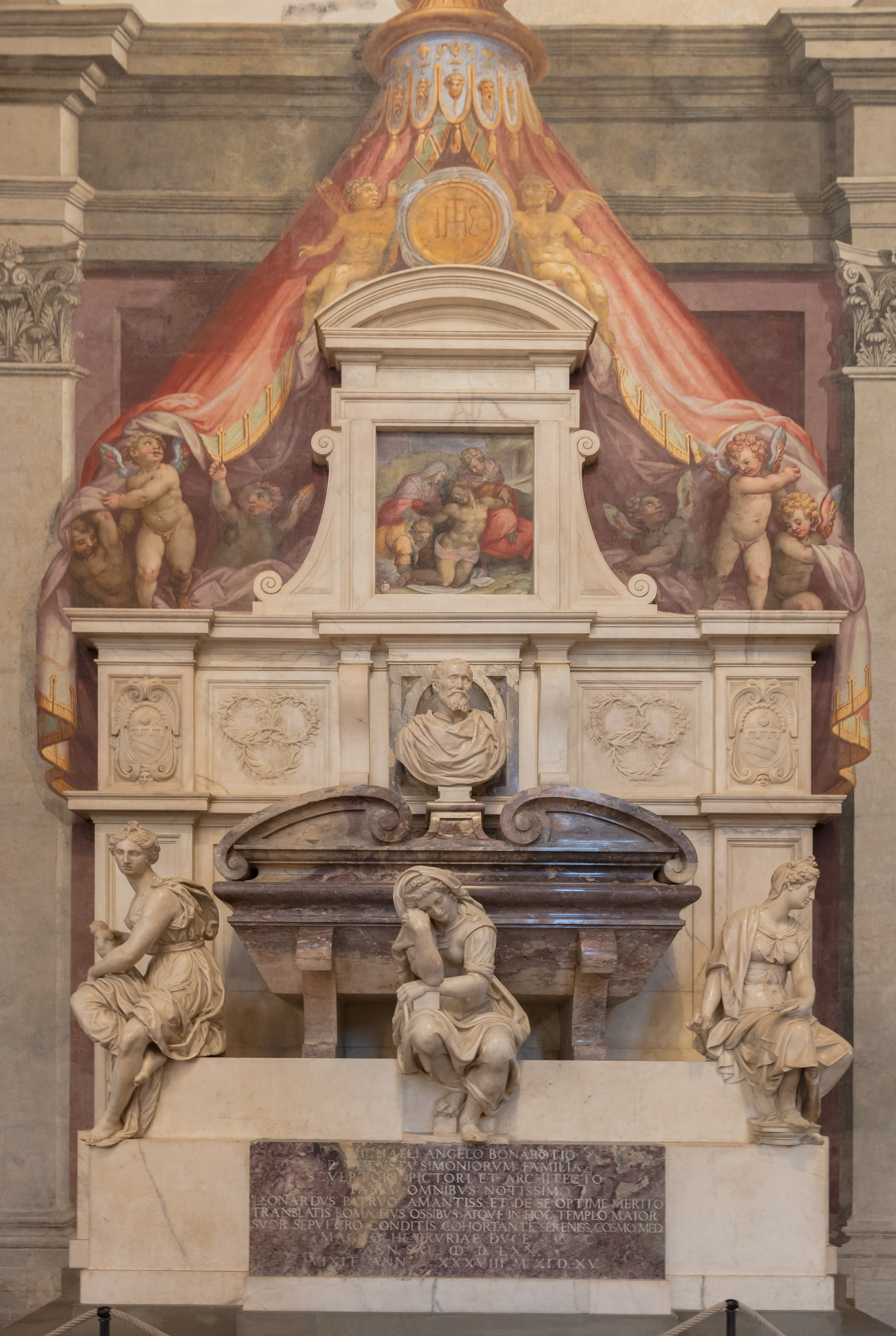
Tumba de Miguel Ángel (1475-1564).
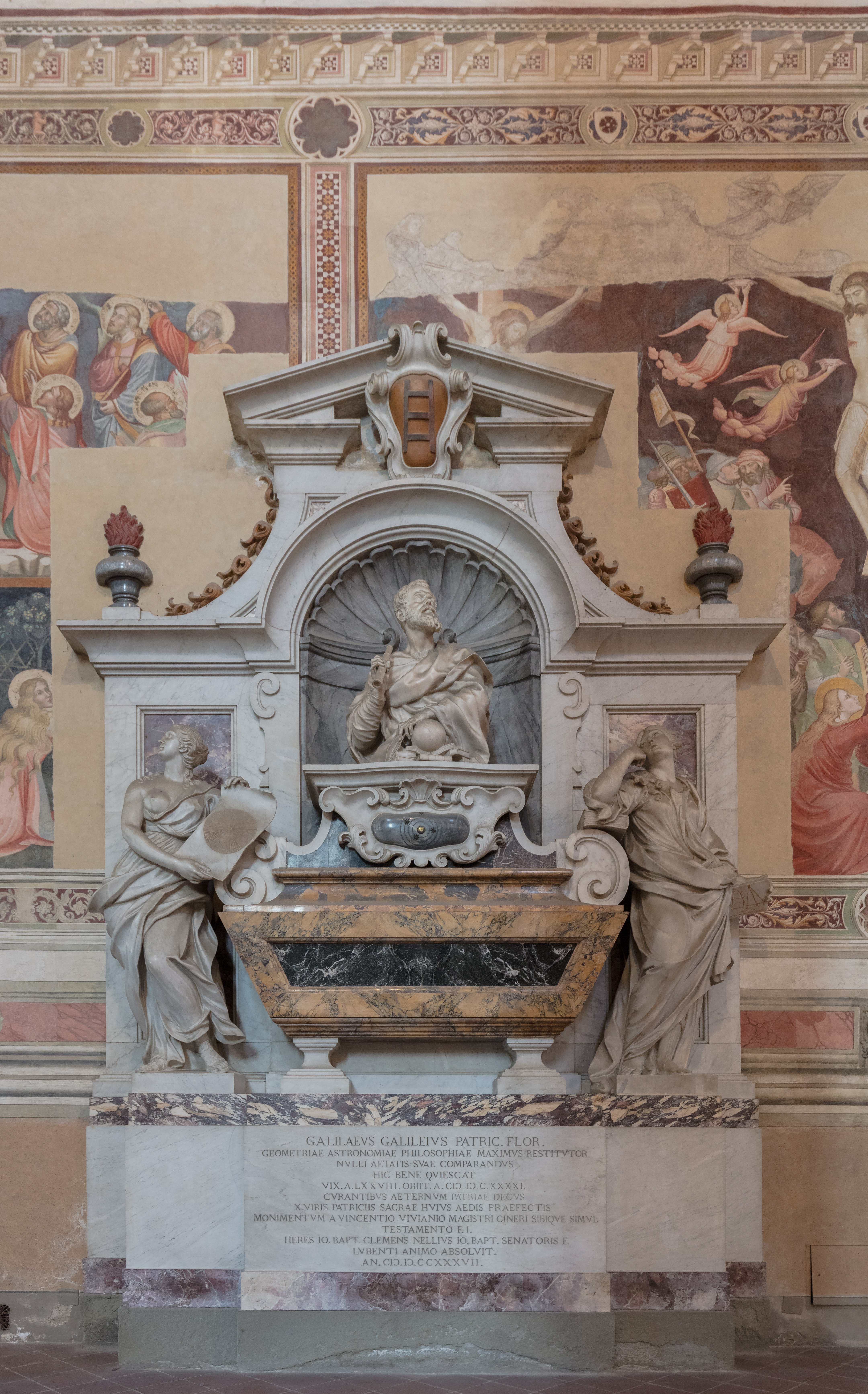
Tumba de Galileo Galilei (1564-1642).
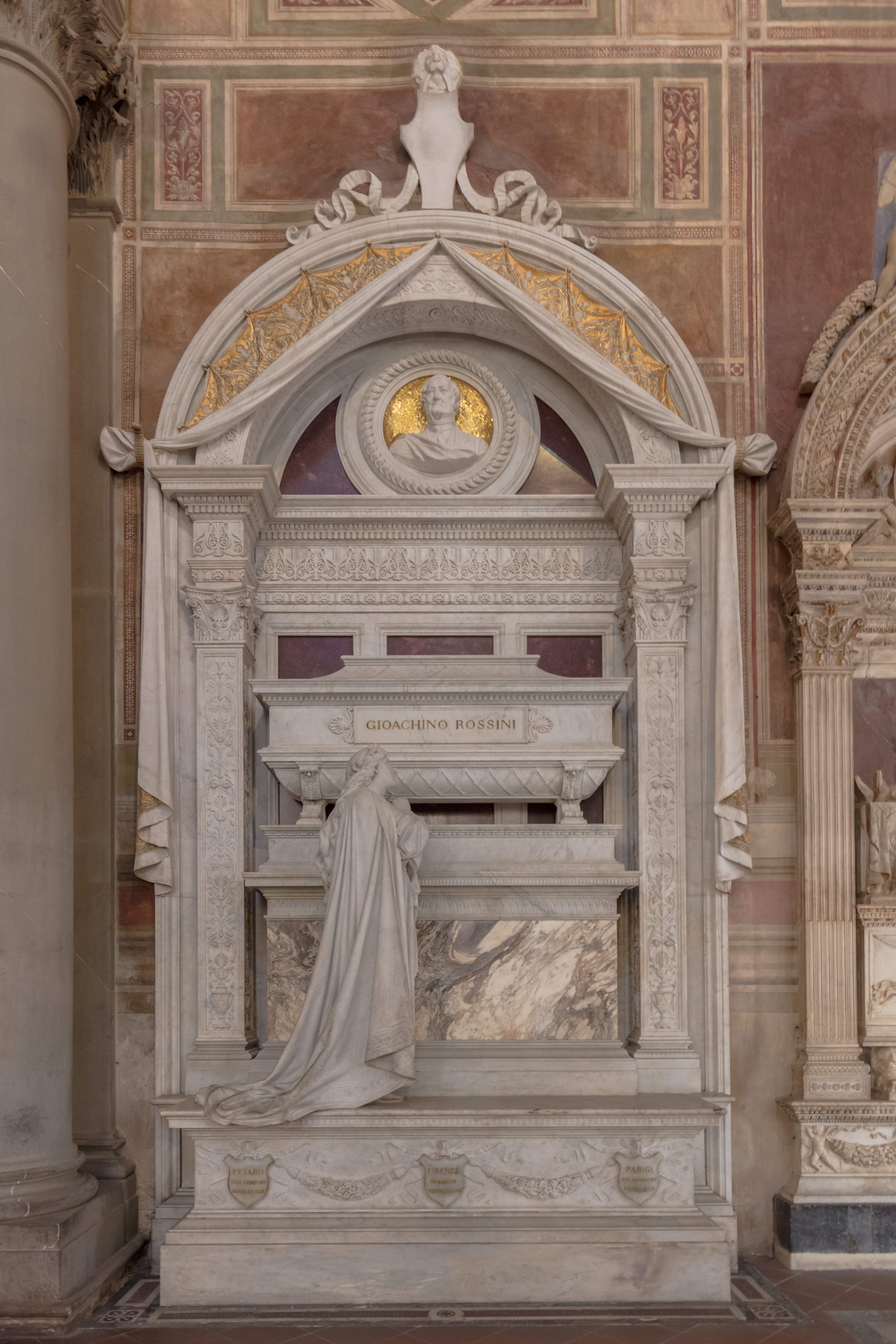
Tumba de Gioacchino Rossini (1792-1868).

## Fachada

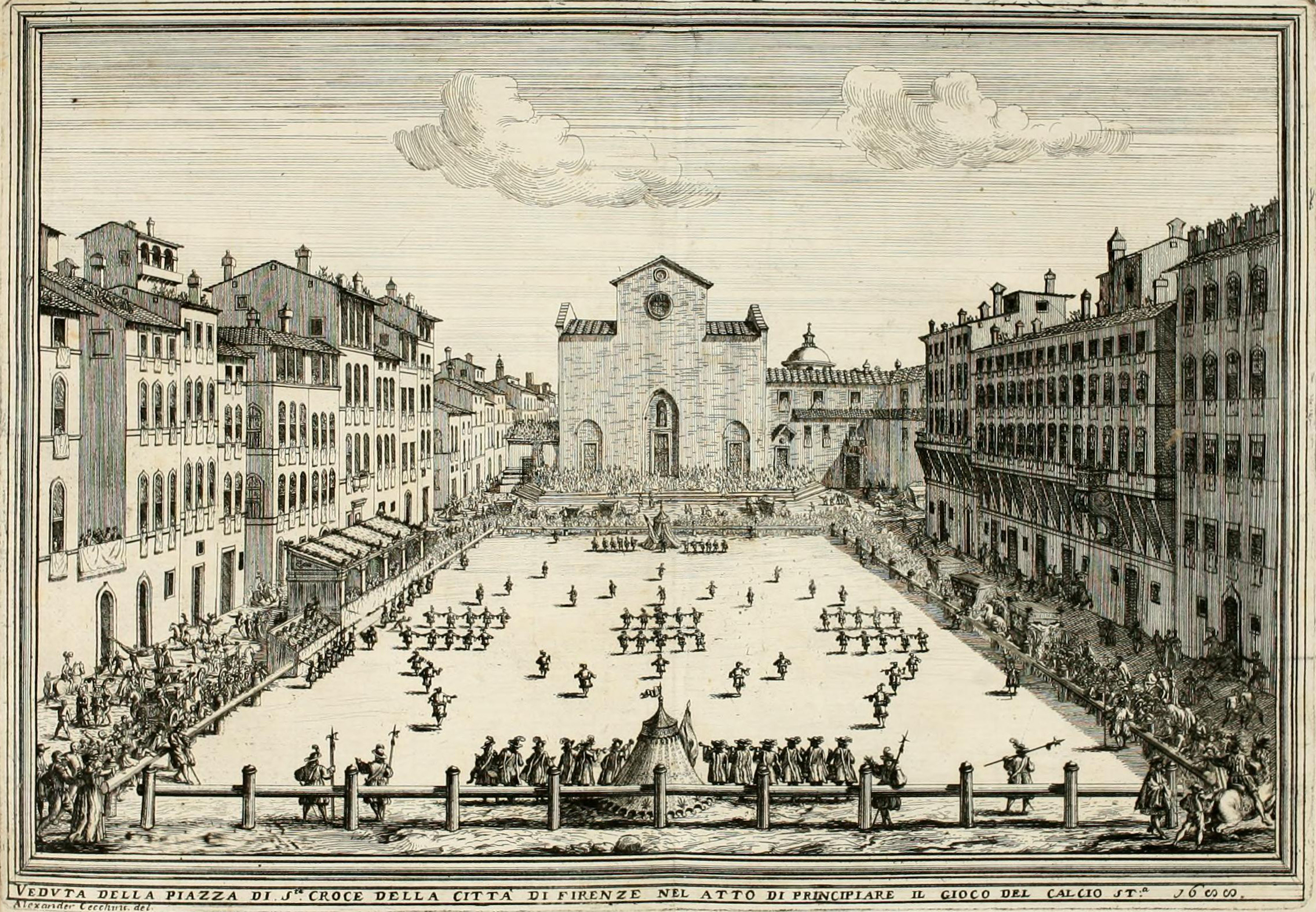
La iglesia en el Calcio florentino en 1688 antes de realizar la nueva fachada

La fachada de la iglesia quedó sin terminar durante más de cuatro siglos (desde la consagración del templo), mostrando una superficie de piedra caliza desnuda; una simple estructura, apta para sostener los elementos arquitectónicos y escultóricos.
Cuando en el siglo XIX la Iglesia se convirtió en el Panteón de los italianos, fue necesario completar la obra. En 1857 se puso la primera piedra de la fachada, en presencia del papa Pío IX. La inauguración tuvo lugar el 3 de mayo de 1863, pero la decoración de la fachada se completó en 1865, en conmemoración del sexto centenario del natalicio de Dante Alighieri. Entonces, un monumento dedicado al poeta fue ubicado en el centro de la plaza, frente a la Basílica.
La fachada es de estilo neo-gótico y tiene tres frontones triangulares, el del centro más alto. Está cubierta con mármoles de colores (blanco predominante, rojo, verde, azul y negro), siguiendo la tradición arquitectónica florentina. Su arquitecto fue Niccolò Matas, nacido en Ancona, quien presentó un dibujo inspirado en el trabajo perdido de Simone del Pollaiolo, llamado il Cronaca.
Desde la conclusión de la fachada, la iglesia domina por el este la gran plaza que lleva su nombre, la cual tradicionalmente es sede de torneos, fiestas populares y juegos, como el Calcio Storico. Por ello, el monumento a Dante Alighieri hubo de ser reubicado desde el centro de la plaza a un costado de la Basílica.

## Capilla Pazzi

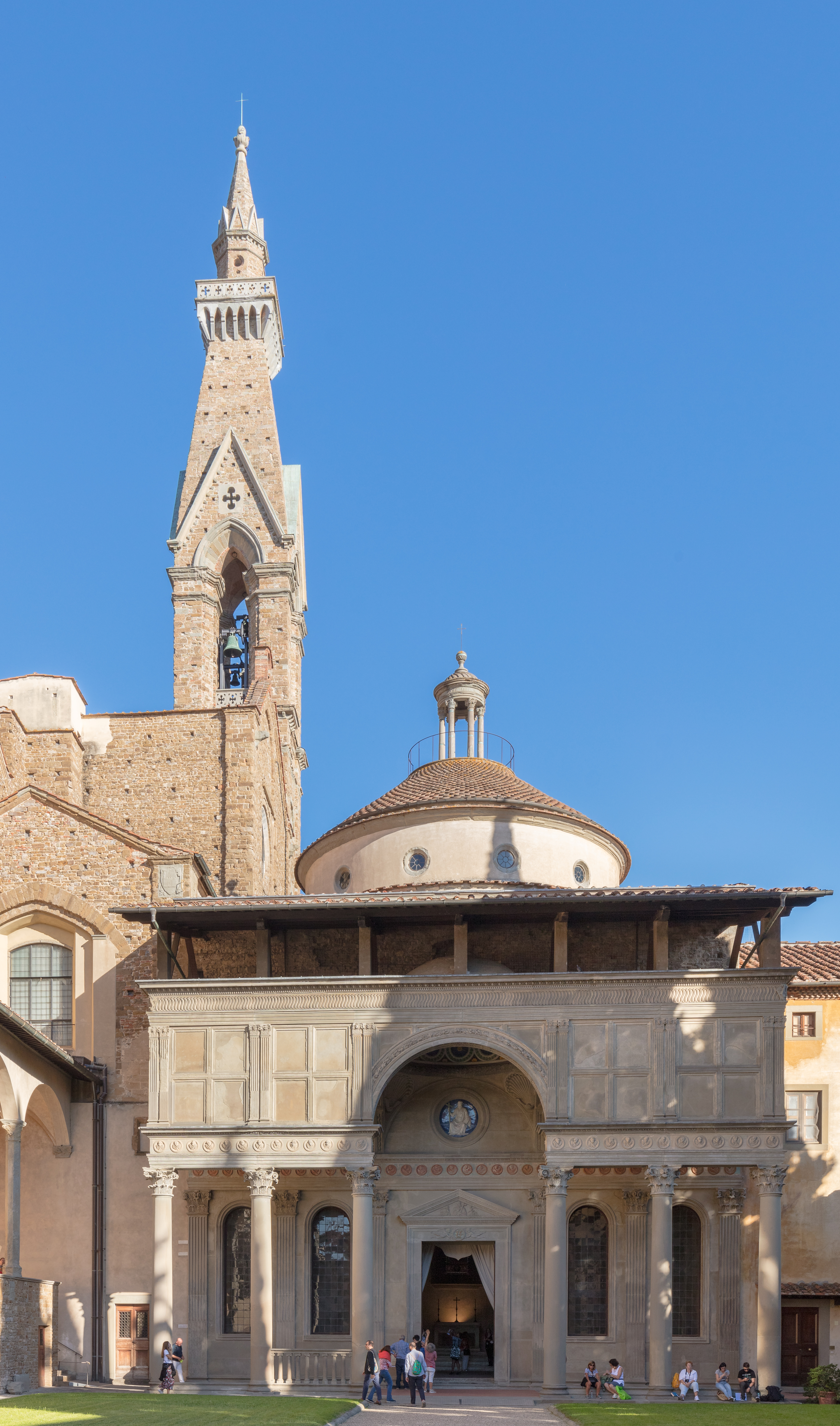
Exterior de la capilla Pazzi.

La capilla Pazzi, o de los Pazzi, es un recinto situado en el exterior de la basílica, al este de su primer claustro. Se construyó después de 1429, como recinto funerario de una de las grandes familias florentinas del renacimiento, los Pazzi, y como sala para los franciscanos. Es obra de Filippo Brunelleschi, aunque fue terminada unos 20 años después de su muerte, como muchas de sus obras.

## Cultura popular
Esta basílica es conocida por ser el lugar donde Stendhal en 1817 padeció los síntomas (vértigo, palpitaciones, confusión, etc.) de lo que a partir de ese momento se conoce como síndrome de Stendhal.
Es un lugar popular entre los jóvenes, ya que en la plaza se organizan diversas actividades culturales. En verano es común que se convierta en lugar de reunión donde se celebran fiestas de estudiantes internacionales.

## Personalidades sepultadas o recordadas en Santa Croce
La Basílica es el lugar de enterramiento de algunas de las figuras italianas más ilustres, como Miguel Ángel Buonarroti, Galileo Galilei, Niccolò Machiavelli, Vittorio Alfieri, Ugo Foscolo, Gioachino Rossini. 
Aunque es una iglesia católica, también hay enterramientos de no creyentes, entre ellos el propio Foscolo. El primer personaje ilustre enterrado aquí fue Leonardo Bruni en la segunda mitad del siglo XV, mientras que la última persona realmente enterrada en la Santa Croce fue Giovanni Gentile en 1944, pero después de la guerra se colocaron placas conmemorativas, como la de Enrico Fermi, cuya tumba se ubicó en Estados Unidos donde murió en 1954.
- Leon Battista Alberti
- Dante Alighieri (cenotafio, el poeta esta sepultado en Ravena)
- Giovanni Acuto (placa conmemorativa)
- Vittorio Alfieri
- Antonio Baldi, pintor
- Eugenio Barsanti
- Lorenzo Bartolini (cenotafio)
- Virginia de Blasis, soprano
- Ida Botti Scifoni, pintora
- Leonardo Bruni
- Michelangelo Buonarroti
- Rosa Caiet Piattoli, pintora
- Luigi Canina
- Gino Capponi
- Giulia Clary, mujer Giuseppe Bonaparte, y la hija Charlotte Napoléone Bonaparte
- Leonardo da Vinci (placa conmemorativa)
- Luigi Cherubini (cenotafio)
- Bartolomeo Cristofori, inventor del fortepiano
- Cassono della Torre, arzobispo de Milán y patriarca de Aquilea
- Enrico Fermi (placa conmemorativa)
- Ugo Foscolo
- Galileo Galilei
- Giovanni Gentile
- Lorenzo Ghiberti
- Vittore Ghiberti
- Luigi Lanzi
- Mario Luzi (placa conmemorativa)
- Niccolò Machiavelli
- Guglielmo Marconi (placa conmemorativa)
- Carlo Marsuppini
- Pier Antonio Micheli
- Giuseppe Montani
- Raffaello Morghen
- Florence Nightingale (cenotafio)
- Michał Kleofas Ogiński
- Gioachino Rossini
- Giuseppe Sabatelli, pintor
- Girolamo Segato, scienziato
- Domenico Sestini, numismático
- Luisa de Stolberg-Gedern, condesa de Albany, mujer de Carlos Eduardo Estuardo (pareja de Vittorio Alfieri)
- Fortunata Sulgher, poetisa
- Angelo Tavanti